# Emmanuel Macron
Emmanuel Macron (født 21. december 1977 i Amiens) er en fransk politiker og præsident i Frankrig siden den 14. maj 2017. Han har tidligere i sin karriere været embedsmand og arbejdet i en investeringsbank. Han studerede filosofi ved Université Paris-Nanterre og gik på Science Po (Statskundskab) i Paris, inden han søgte optagelse på den franske eliteskole École nationale d'administration (ENA), hvorfra han dimitterede i 2004. Han var derefter ansat som embedsmand (generalinspektør – inspecteur général) i det franske finanstilsyn Inspection générale des finances (IGF). Siden skiftede han til det private erhvervsliv, hvor han i perioden 2008-2012 var ansat i investeringsbanken Rothschild & Cie Banque.
Macron tiltrådte i 2012 en stilling som økonomisk rådgiver for François Hollande i dennes første regering. I 2014 blev han udnævnt til Minister for økonomi, industri og digitale forhold i premierminster Manuel Valls' anden regering. Her lykkedes det ham at gennemføre en række virksomhedsvenlige reformer. Han trådte tilbage fra posten i august 2016 for at indlede sin valgkampagne frem mod præsidentvalget i 2017. I november 2016 erklærede Macron, at han ville opstille som kandidat for den politiske bevægelse En Marche! (Fremad), som han havde grundlagt i april samme år. Macron fik i valgets første runde den 23. april 2017 24 % af stemmerne og dermed flest blandt de opstillede kandidater. Dermed gik han videre til anden valgrunde, hvor han mødte Marine Le Pen fra Front National (FN). Valget blev afholdt den 7. maj, her fik Macron 66 % af de gyldige stemmer. Han overtog officielt præsidentposten efter François Hollande den 14. maj 2017.

## Tidlige liv og uddannelse
Emmanuel Jean-Michel Frédéric Macron blev født i Amiens, som søn af Jean-Michel Macron, professor i neuromedicin ved Université de Picardie Jules Verne og læge Françoise Macron-Noguès.
Han blev hovedsageligt uddannet ved Jésuites de la Providence lycée i Amiens, før hans forældre sendte ham til elite-skolen Lycée Henri-IV i Paris. Efter at have fået sin studentereksamen her, læste Macron fra 1999 til 2001 filosofi ved University of Paris-Ouest Nanterre La Défense, hvor han fik sin DEA-grad. Omkring 1999 arbejdede Macron som assistent for Paul Ricoeur, den franske hermeneutiske filosof, som Macron assisterede i arbejdet med hans sidste vigtige bog La Mémoire, l'Histoire, l'Oubli (Hukommelsen, historien, glemslen). Efter at have taget en kandidatgrad i offentlig administration ved Sciences Po, uddannede han sig til en embedsmandskarriere ved École nationale d'administration (ENA), hvor han blev færdiguddannet i 2004.

## Professionel karriere
Macron arbejdede som finansinspektør ved det franske økonomiministerium mellem 2004 og 2008. I 2007 arbejde han som referent for en kommission ledet af Jacques Attali, som skulle forbedre den franske vækst. Macron betalte €50.000 for at købe sig selv ud af sin regeringskontrakt i 2008 og forlod sit rollen som embedsmand for at arbejde i investeringsbanken Rothschild & Cie Banque, hvor han opbyggede en "lille formue".

## Politisk karriere
Macron var medlem af Parti Socialiste (PS) fra 2006 til 2009. I 2015 offentliggjorde han, at han ikke længere var medlem af socialistpartiet og nu var uafhængig. Fra 2012 til 2014 var han undergeneralsekræter i Élyséepalæet, hvor han indtog en ledende rolle i Præsident Hollandes stab. Han blev udpeget som Minister for økonomi, industri og digitale forhold i Manuel Valls' anden regering den 26. august 2014, hvor han efterfulgte Arnaud Montebourg.
Som økonomiminister stod Macron i spidsen for at gennemføre en række virksomhedsvenlige reformer. I februar 2015 lovede han, at regeringen ville tvinge reformerne igennem trods modstand i parlamentet.

### Valgkampagne til præsidentvalget 2017
Den 16. november 2016 meldte Macron officielt sit kandidatur ud og gjorde klart, at hans ambition hverken var at "samle højre eller samle venstre, men at samle franskmændene." Bevægelsen, som Macron skabte, fik navnet En Marche! (som også er Macrons initialer), og er progressivistisk og midtersøgende i sin natur. Han bekendtgjorde, at han ønskede at sætte gang i en "demokratisk revolution" og sigtede mon at "af-blokere Frankrig".
I begyndelsen fik Macron kritik for, at hans kampagne ikke byggede på noget program og savnede agenda. Den 2. marts offentliggjorde han han endelig sit formelle program i form af et 150-sider langt dokument, som blev lagt ud på internettet og præsenteret under et pressemøde samme dag.
Macron fik bred opbakning fra flere sider, blandt andre centristen François Bayrou fra Mouvement démocrate (MoDem), europaparlamentarikeren Daniel Cohn-Bendit, miljøforskeren François de Rugy, som var opstillet fra venstrefløjspariet Europe Écologie Les Verts ved primærvalget, samt flere socialistiske parlamentsmedlemmer og ministre. Han fik også støtte fra flere centrum- og centrumhøjrepolitikere. Den 9. marts passerede Macron for første gang Marine Le Pen i meningsmålingerne i første valgrunde.

## Frankrigs præsident
Macron kvalificerede sig til anden runde af præsidentvalget, som han vandt den 7. maj ved en jordskredssejr. Modkandidaten fra Front National, Marine Le Pen, erkendte i løbet af valgaftenen sit nederlag. Som 39-årig er Macron den yngste præsident i fransk historie og det yngste statsoverhoved i Frankrig siden Napoleon.

## Politik
Macron stiftede i april 2016 sin eget parti En Marche!, og gik til valg på et socialliberalt politisk partiprogram. Han er en ivrig fortaler for europæisk samarbejde og Den Europæiske Union og Frankrigs samarbejde med Tyskland. Macron har tidligere støttet Angela Merkels flygtningepolitik.
Macron er af nogle kommentatorer blevet beskrevet som socialliberal og af andre som socialdemokrat. Under sin tid i det franske Socialistparti hørte han til på partiets venstrefløj. Hans politiske ståsted er blevet sammenlignet med den "tredje vejs" politik, sådan som den blev udført af Bill Clinton, Tony Blair og Gerhard Schröder, og hvis ledende fortaler i Frankrig har været den tidligere premierminister Manuel Valls.

## Privatliv
Macron er gift med Brigitte Trogneux, som er 24 år ældre end han selv, og som var hans lærer i La Providence-gymnasiet i Amiens. Parret mødte hinanden første gang, da han som 15-årig var elev i hendes klasse; men de blev først officielt et par, da han blev 18.
Macrons forældre forsøgte oprindelig at splitte parret ved at sende ham til Paris for at færdiggøre hans skole- og gymnasieuddannelse der. De mente, at forskellen i alder gjorde forholdet upassende. Men parret blev sammen, efter at Macron var færdiguddannet, og de blev gift i 2007.
Parret bor sammen med Brigitte Trogneux's tre børn fra hendes tidligere ægteskab.

### Bøger
- Macron, Emmanuel (2016). Révolution (fransk). XO. s. 270. ISBN 9782845639669.

### Artikler
- Emmanuel Macron (2000). "La lumière blanche du passé : Lecture de La Mémoire, l'histoire, l'oubli, de Paul Ricœur". Esprit (fransk). 8/9 (266/267): 16-31. Arkiveret fra originalen 11. oktober 2016. Hentet 10. oktober 2016.
- Yves Lichtenberger; Emmanuel Macron; Marc-Olivier Padis (2007). "La réhabilitation inattendue de l'université au sein de l'enseignement supérieur". Esprit (fransk). 12. Arkiveret fra originalen 23. december 2016. Hentet 10. oktober 2016.
- Henri Guillaume; Emmanuel Macron (2007). "Enseignement supérieur, recherche, innovation. Quels acteurs ?". Esprit (fransk). 12. Arkiveret fra originalen 26. februar 2017. Hentet 10. oktober 2016.
- Emmanuel Macron (marts-april 2011). "Les labyrinthes du politique. Que peut-on attendre pour 2012 et après ?". Esprit (fransk): 106-115. Arkiveret fra originalen 2. oktober 2016. Hentet 29. september 2016.{{cite journal}}:  CS1-vedligeholdelse: Dato-format (link)
- Éric Suleiman (pseudonym); Patrick Weil (dir.) (2012). "Deux réformes pour mieux réguler le système financier". 80 propositions qui ne coûtent pas 80 milliards (fransk). Grasset. Arkiveret fra originalen 26. februar 2017. Hentet 24. marts 2017.
- Éric Suleiman (pseudonym); Patrick Weil (2012). "Cesser de faire supporter le coût de l'assurance maladie et des prestations familiales par le travail". 80 propositions qui ne coûtent pas 80 milliards (fransk). Grasset. Arkiveret fra originalen 26. februar 2017. Hentet 24. marts 2017.
- Emmanuel Macron (2015). "Construire une « alliance de Paris pour le climat »". Annales des Mines - Responsabilité et Environnement (fransk). 2 (78): 3. Arkiveret fra originalen 26. februar 2017. Hentet 8. oktober 2016.
- Emmanuel Macron (2016). "Avant-propos". Annales des Mines - Responsabilité et Environnement (fransk). 2 (82): 3. 1. Arkiveret fra originalen 26. februar 2017. Hentet 10. oktober 2016.
- Emmanuel Macron (2016). "La France doit être en première ligne". Inventer demain : 20 projets pour un avenir meilleur (fransk): p.89-91. {{cite journal}}: |pages= har ekstra tekst (hjælp)

### Forord
- François-Denis Poitrinal; Guillaume Grundeler (2015). "Michel Chabanel". Le Capital-Investissement – guide juridique et fiscal (fransk). Paris: Association française des investisseurs pour la croissance (AFIC)-RB. s. 834. ISBN 978-2-86325-714-2.
- Yann Algan; Thomas Cazenave (2016). "Emmanuel Macron". L'État en mode start-up (fransk). Paris: Eyrolles. s. 150. ISBN 978-2-21256-466-2.
- Anne-Marie Boutin (2016). "Emmanuel Macron". Design d'aujourd'hui 2016 : 156 créations qui font avancer le design : l'observeur du design (fransk). Paris: Dunod. s. 228. ISBN 978-2-10-073889-2.

| Efterfulgte François Hollande 2012-2017 | Frankrigs præsidenter | Efterfulgt af Siddende |

| Politiske embeder             | Politiske embeder                                            | Politiske embeder           |
| ----------------------------- | ------------------------------------------------------------ | --------------------------- |
| Foregående: Arnaud Montebourg | Minister for økonomi, industri og digitale forhold 2014–2016 | Efterfølgende: Michel Sapin |